# Karpe (musikgrupp)
Karpe (kända som Karpe Diem under perioden 2000–2017) är en norsk hiphopgrupp bildad 2000 i Oslo som består av de två medlemmarna Magdi Omar Ytreeide Abdelmaguid och Chirag Rashmikant Patel. Duon har beskrivits som Norges mest framgångsrika rapduo.

## Karriär
Magdi och Chirag träffades 1998 då de båda gick på Oslo Handelsgymnasium och de bildade bandet tillsammans två år senare. Duon släppte sin debut-EP Glasskår år 2004. Mellan åren 2006 och 2012 släppte de sedan fyra studioalbum, ett nytt vartannat år. Båda deras två senaste album toppade den norska albumlistan och tio av deras singlar har nått topp-20-placeringar på den norska singellistan.

## Medlemmar
Medlemmar i Karpe är Magdi Omar Ytreeide Abdelmaguid och Chirag Rashmikant Patel. Magdi föddes den 3 juni 1984 i Oslo. Hans far är från Egypten och hans mor är från Norge. Chirag föddes den 20 juli 1984 i Lørenskog. Hans far är från Uganda och hans mor är från Indien.

## Diskografi i urval

### Studioalbum
- 2006 – Rett fra hjertet
- 2008 – Fire vegger
- 2010 – Aldri solgt en løgn
- 2012 – Kors på halsen, ti kniver i hjertet, mor og far i døden
- 2015 – Heisann Montebello

### EP
- 2004 – Glasskår

### Singlar
- 2004 – ”Glasskår”
- 2006 – ”Piano”
- 2008 – ”Under overflaten”
- 2008 – ”Fireogtyvegods”
- 2008 – ”Stjerner”
- 2009 – ”Vestkantsvartinga”
- 2010 – ”Ruter”
- 2012 – ”Her”
- 2012 – ”Påfugl”
- 2012 – ”Toyota’n til Magdi”
- 2016 – ”Gunerius”
- 2016 – ”Sulten 2 (Live På Nrk P3)”
- 2017 – ”Rett i foret”
- 2017 – ”Dup-i-dup”
- 2019 – ”Skittles”